# 매크로블록

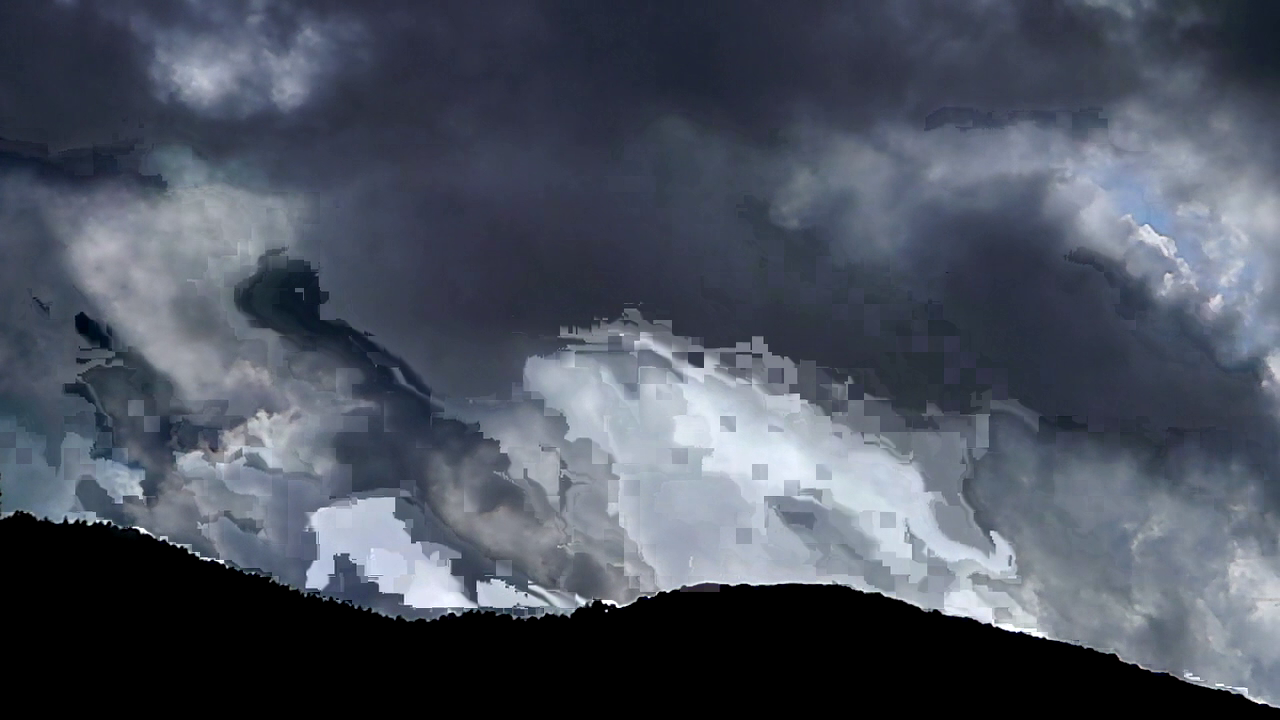
전송 오류나 데이터 손상으로 인한 매크로블로킹 그림 예제

매크로블록(macroblock)은 이산 코사인 변환과 같은 선형 블록 변환 기반 그림 및 영상 압축 포맷의 처리 단위이다. 매크로블록은 보통 16x16 샘플로 이루어지며 변환 블록들로 다시 나뉜다. 그리고 예측블록으로 또 다시 나뉜다. 매크로블록에 기반한 포맷에는 JPEG, H.261, MPEG-1 파트 2, H.262/MPEG-2 파트 2, H.263, MPEG-4 파트 2, H.264/MPEG-4 AVC이 있다.

## 같이 보기
- JPEG
- 이산 코사인 변환
- 압축 가공물
- 디블로킹 필터

## 참조
1. ↑  ITU-T (1993년 3월). “Video codec for audiovisual services at p x 64 kbit/s”. 2013년 4월 28일에 확인함.
2. ↑  ITU-T (2012년 2월). “Advanced video coding for generic audiovisual services”. 2013년 4월 28일에 확인함.
3. ↑  ITU-T (2005년 1월). “Video coding for low bit rate communication”. 2013년 4월 28일에 확인함.
4. ↑  ITU-T (2013년 4월). “Information technology - Generic coding of moving pictures and associated audio information: Video”. 2013년 4월 28일에 확인함.